# ФК „Стара Загора“
ФК „Стара Загора“ е футболен клуб от Стара Загора.
Собственик на клуба е Даниел Георгиев. Клубът е създаден през 2007 година.
През сезон 2014/2015 мъжкият футболен тим играе във В група, обаче по средата на сезона се отказва от участие; по онова време треньор на отбора е Слави Жеков, който e треньор на юношите старша възраст.
Към клуба действа футболна школа, която има набори от момчета родени 1998 до най-малките 2009. Юношите старша възраст са водени от Слави Жеков, юношите младша – от Андрей Атанасов, възрастова група деца са водени от Росен Тонев, който сега работи в школата на ФК „Верея“. А на подготвителната група треньор е Кристиян Атанасов.
Школата разполага с естествен терен с нормални размери (с трибуна с капацитет около 1000 души), открит изкуствен с размер 20/40 и закрито изкуствено с терен 20/40. Също така към Спортен комплекс „Колодрума“ има и ресторант.
Клубът винаги е бил сред добрите отбори в област Стара Загора.